# Bến Cát
Ben Cat (vietnamita: Bến Cát) è una città (Thị xã) del Vietnam che nel 2019 contava 302.782 abitanti. Dal punto di vista amministrativo la città è stata creata nel 2014 da una parte del territorio dell'omonimo distretto, mentre il resto venne rinominato distretto di Bàu Bàng.
Occupa una superficie di 234,4 km² nella provincia di Binh Duong. Ha come capitale My Phuoc.